# Grenadières

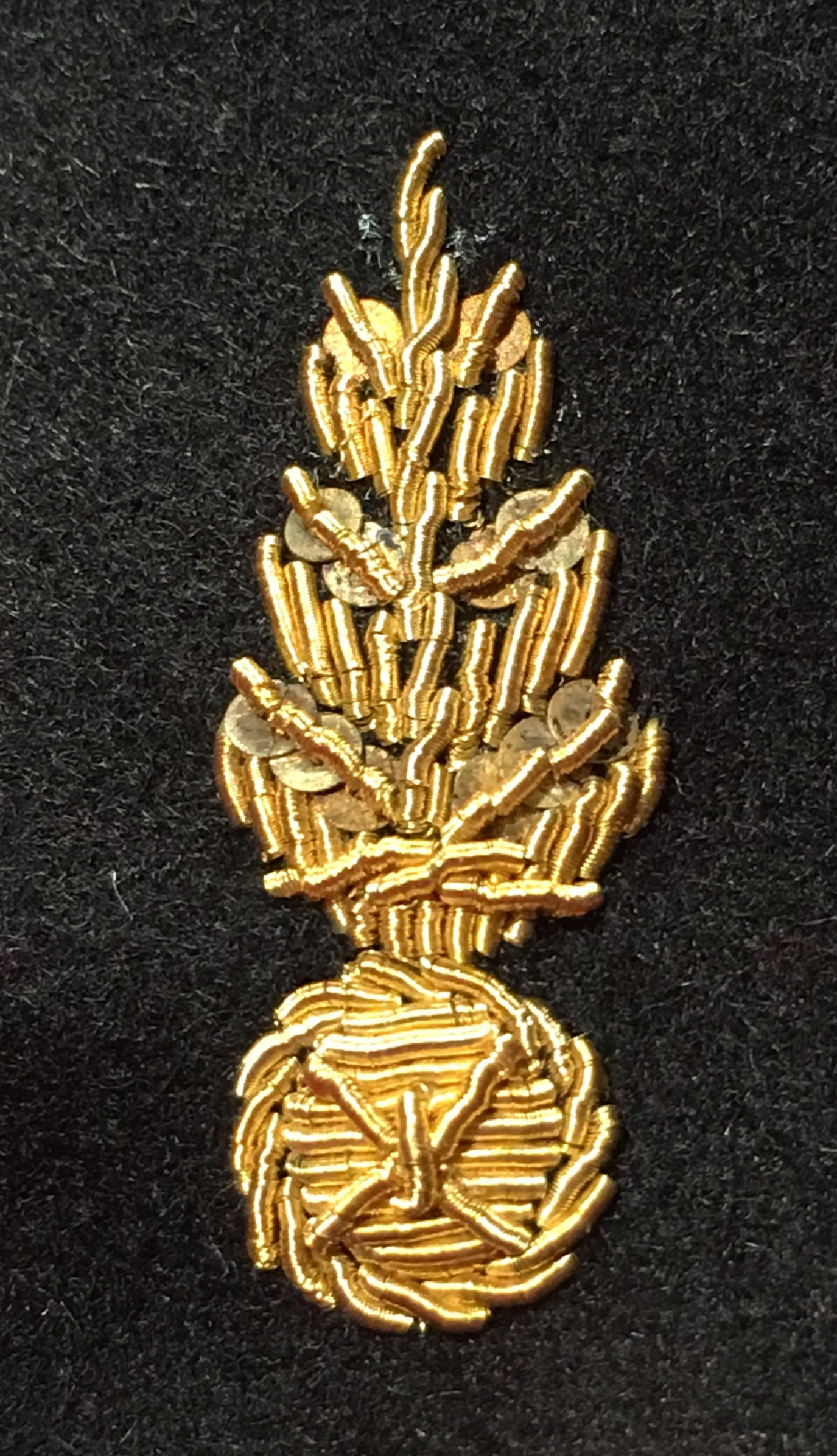
Grenade sapin brodée au fil d'or (cannetille).

Les grenadières sont les brodeuses au fil d'or de l'ancien canton de Noirétable (ou Haut-Forez), dans le département de la Loire. Elles réalisent les écussons et divers insignes militaires avec du fil d'or ou d'argent, appelé cannetille. Le mot « grenadière » provient du symbole militaire de la grenade, associé à plusieurs corps d'armée de terre et originellement lié aux grenadiers. Les brodeuses ont réalisé en grandes séries ce motif à la fin du XIXe siècle et ont donc été appelées, par métonymie, les « grenadières ». Elles ont travaillé pour les marchés militaires et administratifs français et étrangers ainsi que pour des secteurs publics et privés et pour des maisons de haute couture parisiennes.
Le savoir-faire de la broderie au fil d'or a permis à plus de mille femmes du territoire de Noirétable de travailler pendant plus d'un siècle.

## Histoire

### L'arrivée du savoir-faire sur le territoire
Depuis la fin du XIXe siècle, la broderie au fil d'or est présente dans la vallée de la Vêtre. Cette activité permet aux femmes de travailler à domicile en parallèle des travaux de la ferme. Les premiers entrepreneurs, appelés facteurs de fabriques, organisent le travail sur le territoire. Ils reçoivent et renvoient les commandes en provenance de Paris et distribuent les travaux aux ouvrières. Le travail des grenadières concernait en premier lieu l'industrie militaire et la broderie d'insigne en série.

### L'apogée
L'apogée se situe dans les années 50, puisque 500 femmes travaillent en même temps, toutes à domicile, pour exécuter des broderies métalliques destinés aux militaires, aux hauts-dignitaires, mais aussi aux gouvernements étrangers. Elles réalisent alors des commandes par dizaine de milliers d'écussons, voire par cent-mille pour la Marine.

### Le déclin
Dans les années 1970, la mécanisation du travail et la concurrence asiatique signent le déclin, localement, de cette industrie. L'effet de mode joue aussi un rôle dans la baisse significative des marchés : la broderie or, symbole de puissance et de richesse, est moins recherchée dans une époque qui préfère la sobriété vestimentaire. Le travail se diversifie alors avec beaucoup de commandes pour des associations, ou des villes.

### Actualités
En 2002, il reste treize grenadières sur le territoire. Un musée est donc créé pour permettre au savoir-faire de se pérenniser et pour valoriser le travail des brodeuses au fil d'or. En 2013, il ne reste qu'une brodeuse au fil d'or travaillant dans le Haut-Forez. Il n'y a aujourd'hui plus aucune grenadière sur le canton de Noirétable[Passage contradictoire].

## La broderie au fil d’or
La broderie au fil d’or est une technique d'ornementation spécifique au moyen de fil contenant une certaine quantité de matériaux précieux. Les grenadières utilisent principalement un fil métallique qui contient une base de cuivre-argent avec quelques grammes d'or et d'argent plaqués par électrolyse. Ce fil torsadé et creux est appelé la cannetille et ressemble à un petit ressort très fin. D'autres matériaux sont utilisés en broderie or : jaseron, paillettes…

## L'atelier-musée
La maison des Grenadières, atelier-musée de la broderie au fil d'or, a ouvert en 2002 et est située sur la commune de Cervières, dans le département de la Loire. C'est un lieu qui présente l'histoire des grenadières sur le territoire de Noirétable et qui expose et conserve des broderies au fil d'or.
Il deviendra L'Orée fin 2025.

## L'association des Grenadières du Haut-Forez
L'association des Grenadières du Haut-Forez, créée en 2012, dispense des formations et valorise le métier d'art de la broderie or.
En 2018, elle forme de nouvelles personnes afin de pouvoir répondre aux commandes : ce savoir-faire est toujours vivant.

## La Maison Yvonne & Alexis
Cette société travaille exclusivement avec des brodeuses formées par l'association des Grenadières du Haut-Forez. Elle perpétue les commandes et associe la broderie au fil d'or à la coutellerie d'exception, notamment avec Le 42, couteau d'art dédié à la Loire.